# 文京台緑町
文京台緑町（ぶんきょうだいみどりまち）とは、北海道江別市の町丁。郵便番号は069-0836。人口は162人、世帯数は162世帯（2023年12月1日現在）。丁目の設定のない単独町名である。住居表示は全域で未実施。

## 地理
文京台緑町は国道12号と道立野幌森林公園に挟まれた地域である。さらに、町内のほとんどを酪農学園が占めている。

## 歴史

### 年表
- 1985年（昭和60年）
  - 4月1日 - 町名変更により「西野幌」の一部が「文京台緑町」に変更された[7]。

### 町名の変遷
町名の変遷は以下の通りとなる。
| 実施後     | 実施年月日   | 実施前（各町名ともその一部） |
| ---------- | ------------ | ---------------------------- |
| 文京台緑町 | 1985年4月1日 | 西野幌                       |

## 世帯数と人口
2023年（令和5年）12月1日現在の世帯数と人口は以下の通りとなる。
| 町丁       | 世帯数  | 人口  |
| ---------- | ------- | ----- |
| 文京台緑町 | 162世帯 | 162人 |
| 計         | 162世帯 | 162人 |

### 人口の変遷
国勢調査による人口の推移。
| 1995年（平成7年）  | 309人 | [ 8 ]  |  |
| 2000年（平成12年） | 292人 | [ 9 ]  |  |
| 2005年（平成17年） | 324人 | [ 10 ] |  |
| 2010年（平成22年） | 375人 | [ 11 ] |  |
| 2015年（平成27年） | 635人 | [ 12 ] |  |
| 2020年（令和2年）  | 579人 | [ 13 ] |  |

### 世帯数の変遷
国勢調査による世帯数の推移。
| 1995年（平成7年）  | 15世帯 | [ 8 ]  |  |
| 2000年（平成12年） | 9世帯  | [ 9 ]  |  |
| 2005年（平成17年） | 6世帯  | [ 10 ] |  |
| 2010年（平成22年） | 4世帯  | [ 11 ] |  |
| 2015年（平成27年） | 4世帯  | [ 12 ] |  |
| 2020年（令和2年）  | 4世帯  | [ 13 ] |  |

## 小・中学校の通学区
小・中学校の通学区は以下の通り。
| 町丁       | 字・番地                                  | 小学校         | 中学校       |
| ---------- | ----------------------------------------- | -------------- | ------------ |
| 文京台緑町 | 569番地、580番地-583番地、585番地-590番地 | 大麻泉小学校   | 大麻東中学校 |
| 文京台緑町 | 552番地-555番地、557番地-562番地          | 野幌若葉小学校 | 野幌中学校   |

## 施設

### 公共
- 酪農学園大学（文京台緑町582）
- 酪農学園大学附属とわの森三愛高等学校（文京台緑町569）
- 酪農学園大学大学院絡農学研究科（文京台緑町582）
- 酪農学園大学附属動物医療センター（文京台緑町582）
- 北海道立総合研究機構産業技術研究本部食品加工研究センター（文京台緑町589-4）

### その他
- 北海道林木育種場旧庁舎（文京台緑町561-1）

## 交通

### 鉄道
- 鉄道駅は町内には存在しない。最寄り駅は■函館本線の大麻駅。
  -  北海道旅客鉄道
    - ■函館本線

### バス
国道12号に沿って、ジェイ・アール北海道バス（空知線）、及び夕鉄バスが路線バスを運行している。
夕鉄バスの一部の便は、酪農学園前（構内）へ乗り入れる。

### 道路

#### 一般国道
- 国道12号

#### 一般道道
- 町内に一般道道は通っていない。

#### 都市計画道路
- 3・4・12 札幌・江別通（国道12号）[15]
- 3・4・314 文教通[15]
- 3・4・316 大麻駅前通[15]
- 3・4・349 若葉通[15]